# YUZU ARENA TOUR 2022 PEOPLE -ALWAYS with you-
『YUZU ARENA TOUR 2022 PEOPLE -ALWAYS with you-』（ゆずアリーナツアー2022ピープル オールウェイズウィズユー）は、ゆずの通算7作目のライブ・アルバム。2022年10月25日にセーニャ・アンド・カンパニーから配信限定で発売された。

## 概要
2022年3月から8月にかけて開催された「YUZU ARENA TOUR 2022 PEOPLE -ALWAYS with you-」の模様が収録されたライブアルバム。前作『YUZU ARENA TOUR 2022 SEES -ALWAYS with you-』から2ヶ月連続での配信リリースとなる。発売日の10月25日はゆずがミニアルバム『ゆずの素』でデビューしてから25周年の記念日にあたる。
音源はツアー最終公演となる8月3日の横浜アリーナ公演の模様を収録しており、3月発売の16thアルバム『PEOPLE』収録曲をはじめ、25周年記念ライブを象徴するヒット曲「虹」「サヨナラバス」「からっぽ」など新旧含めた楽曲がラインナップされ、オリジナルアルバム×25周年イヤーならではのセットリストとなっている。
オリコンデジタルアルバムチャートでは、ベストアルバム『ゆずイロハ』以来5年ぶり2作目となる1位を獲得した。

## 収録曲
- 作詞・作曲者は各リンク先を参照されたい。

1. Overture~PEOPLE~(LIVE)
2. 君を想う(LIVE)
3. NATSUMONOGATARI(LIVE)
4. 歩行者優先(LIVE)
5. 手暗がりの下(LIVE)
6. 贈る詩(LIVE)
7. 六角形(LIVE)
8. 風信子(LIVE)
9. あの手この手(LIVE)
10. 花咲ク街(LIVE)
11. 奇々怪界-KIKIKAIKAI-(LIVE)
12. LAND(LIVE)
13. サヨナラバス(LIVE)
14. からっぽ(LIVE)
15. 虹(LIVE)
16. イロトリドリ(LIVE)
17. 公私混同(LIVE)
18. 夏色(LIVE)
19. ALWAYS with you(LIVE)
16thアルバム『PEOPLE』収録曲「ALWAYS」と35thシングル「with you」がミックスされた組曲。